# Холт (окръг, Мисури)
Вижте пояснителната страница за други значения на Холт.
Окръг Холт (на английски: Holt County) е окръг в щата Мисури, Съединени американски щати. Площта му е 1215 km², а населението - 5351 души (2000). Административен център е град Орегон.